# Grigorij Lavov
knez Grigorij Lavov (2. studenog 1861. – 7. ožujka 1925.) je bio premijer Rusije nakon veljačke revolucije.

## Rani život i karijera
Grigorij Lavov potječe iz plemićke dinastije Rurjikovič koja je vladala Rusijom do 1610. godine. Njegov obiteljski ogranak je tijekom stoljeća zauzimao mjesto kneževa Jaroslava. On sam se rađa 1861. godine u gradu Dresdenu na području Njemačke. Tijekom prvih godina života zajedno s roditeljima se vraća domovini i smješta u malenom ruskom mjestačcu imena Popovka pored Tule. Kao i ostale osobe iz svojega sloja on pohađa i uspješno završava fakultet. Tijekom ruske revolucije iz 1905. godine Lavov se upisuje u Konstitutivnu demokratsku partiju na čijoj listi će sljedeću godinu biti izabran u Dumu. Ukidanjem parlamenta Grigorij biva sada izabran u lokalnu upravu imena Zemstvo za što se još uvijek provode izbori. Zahvaljujući svojim političkim sposobnostima 1914. godine postaje predsjedatelj opće ruske unije zemstva što će iskoristiti za organiziranje pomoći ranjenima tijekom Prvog svjetskog rata što mu još diže politički rejting.

## Premijer
Poslije veljačke revolucije zahvaljujući svom dotadašnjem položaju Grigorij Lavov rođen u Njemačkoj postaje premijer privremene vlade države u ratu s Njemačkom. Uz taj položaj on dodaje i onaj ministra unutrašnjih poslova s ciljem smirivanja stanja u državi. Prvi njegov zadatak tada postaje što učiniti s carem koji se nalazi na bojištu i još uvijek ima pod zapovjedništvom vojsku. Na sastanku on podržava abdikaciju Nikole II. u korist brata Mihajla II. čime bi se stvorila ustavna monarhija. Tek na prijetnju "svoga" ministra vojske Kerenskog da će napraviti novu revoluciju, ako se tako nešto izvede on odustaje 16. ožujka 1917. godine.
Iako do revolucije dolazi radi opće narodne želje da se okonča rat niti on niti Kerenski to ne žele nego čak pripremaju novu veliku ofenzivu za ljeto 1917. godine. Kada ona propada početkom srpnja narod Petrograda s podrškom komunista se ponovno pobunio. našavši se između Kerenskog s jedne i naroda s druge strane Lavov je bio prisiljen podnesti ostavku.

## Kasniji život
Ostatak vremena tijekom te revolucionarne 1917. godine Grigorij Lavov provodi u povučenom životu izvan politike. Do drastične promjene se ipak nije trebalo dugo čekati pošto po dolasku na vlast Lenjina on kao s druge strane i carska obitelj biva uhićen. Znajući veoma dobro kako vjetar puše Lavov se odlučuje na uspješni bijeg iz zatvora nakon kojega odlazi u Pariz. Tamo će između 1918. i 1920. godine obavljati poslove za proturevolucionarne snage čijim očitim porazom se povlači u penziju. Tijekom posljednjih godina života povodeći se danas popularnim primjerom među političarima on piše svoj životopis.
| Prethodnik Mihajlo II. (kao car) | Premijer privremene vlade | Nasljednik Aleksandar Kerenski |